# Ötztal-Stubai-Kristallin
Das Ötztal-Stubai-Kristallin ist ein Grundgebirge, dessen Gestein mehrere Umwandlungen (Polymetamorphose) erfuhr. Es ist Teil des ostalpinen Deckensystems, welches während der alpidischen Gebirgsbildung über die penninischen geologischen Einheiten geschoben wurde. Das Ötztal-Stubai-Kristallin weist verschiedene Ähnlichkeiten mit der Silvretta-Decke auf, besonders die Entstehung der Gesteine und die Strukturen deuten auf eine ähnliche und verwandte tektonische „Ausgangsposition“ hin. Die Aufwölbung des Engadin-Fensters im Tertiär führte dann zu dessen Zerlegung.

## Grenzen
Die Grenzen dieser geologischen Einheit sind tektonischer Natur und können wie folgt gezogen werden:
- Ostgrenze: Das Ötztal-Stubai-Kristallin (kurz ÖSK) wird im Osten  von der Brennerlinie abgegrenzt, der in etwa auch das Wipptal folgt. Diese geologische Störung verläuft in Richtung Nord-Süd und taucht nach Westen hin ab. Der seitliche Versatz beträgt ca. 15–26 km. Diese große Abschiebung bildet zudem die äußere Abgrenzung zum Tauernfenster (Penninikum) und zu den Innsbrucker Quarzphylliten.
- Nordgrenze: Im Norden wird das ÖSK zu den Nördlichen Kalkalpen hin von der Inntallinie eingefasst.
- Westgrenze: Die westliche Grenze wird von der Engadin-Linie gebildet.
- Südgrenze: Die südliche Abgrenzung ist tektonisch etwas komplexer. Im Südwesten wird die kristalline Einheit von der Schlinig-Linie gebildet. Entlang dieser wurde das ÖSK über die Sesvenna-Decke geschoben. Weiter nach Osten kam es zur Bildung einer kilometerdicken Scherzone, im Südosten ist eine Fortsetzung der Störung nicht mehr nachvollziehbar. Eine mögliche Fortführung könnten die Passeier- und Jaufenlinie darstellen.

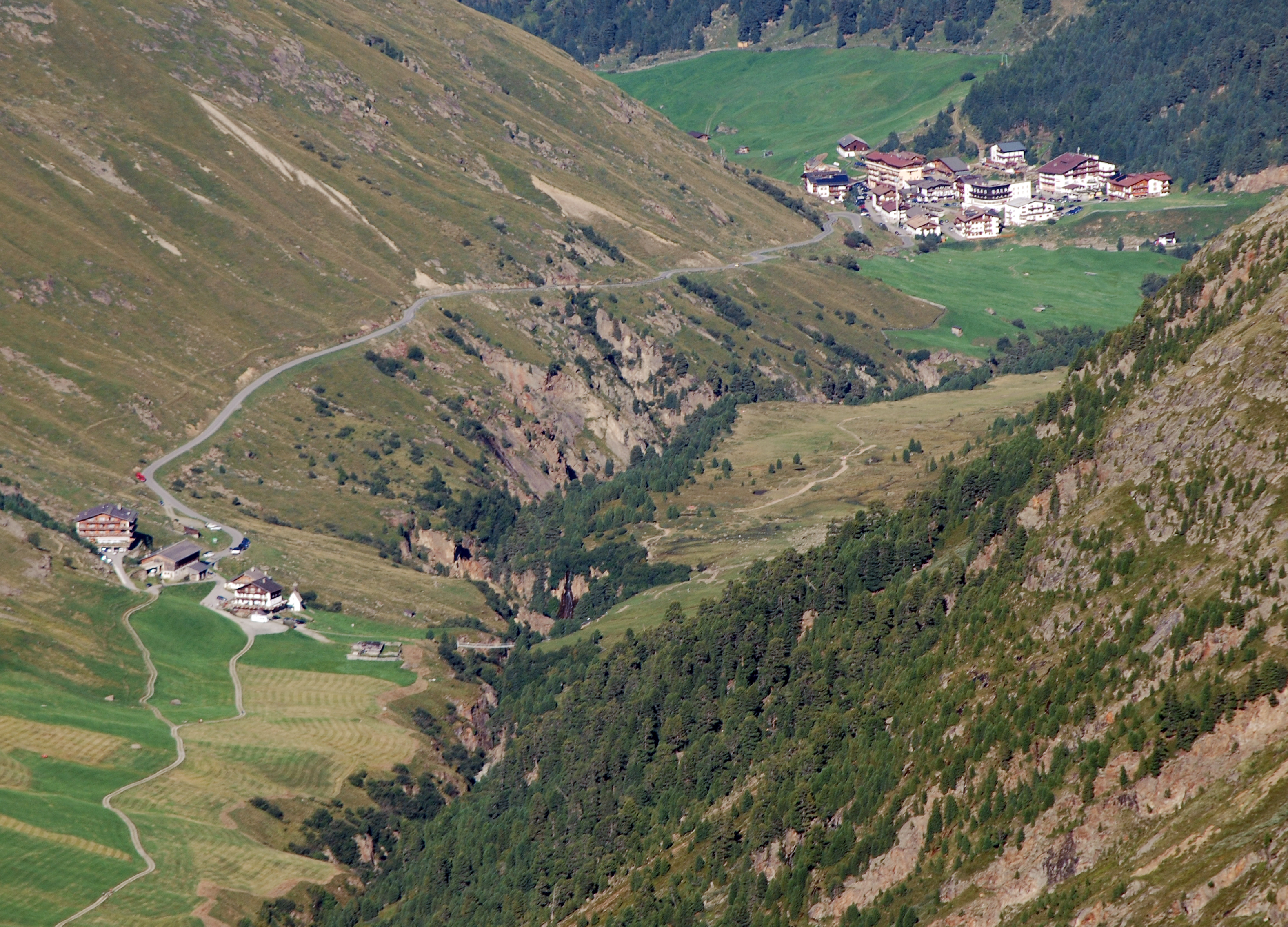
Auf Grund der Schlingentektonik mit steilen Faltenachsen hat sich der Rofenbach bei Vent in eine tiefe und steilwandige Schlucht eingeschnitten

## Gesteinskunde und Strukturen
Die durch mehrfache Metamorphose überprägte Basis des ÖSK besteht hauptsächlich aus mittel- bis hochmetamorphen Paragneisen, die ursprünglich aus tonigem oder sandigem Material entstanden sind. Des Weiteren sind auch Glimmerschiefer, Quarzit, Orthogneis, Amphibolit, Eklogit und selten Marmore vorhanden. Im ÖSK treten verschiedene tektonische Stile auf. Der nördliche Teil ist durch Ost-West geneigten Faltenachsen charakterisiert, eingeschobene Orthogneise, die aus magmatischen Gesteinen entstanden sind, sind in die gleiche Richtung orientiert. Im südlichen Teil kann eine ähnliche Orientierung nicht beobachtet werden, hier prägen geräumige Falten mit steiler Faltenachse (Schlingentektonik) und Mikrofaltung im Millimeterbereich das Bild. Die Schlingentektonik ist wahrscheinlich in einer frühen Phase der alpidischen Gebirgsbildung entstanden.

## Mineralogie
Granat, Amphibol und Plagioklas weisen, in Übereinstimmung mit dem polymetamorphen Charakter dieser Gesteine, eine diskontinuierliche Zonierung (Eo-Alpine Kerne, alpidisch gebildete Ränder) auf. Die zonierten Ca-Amphibole weisen einen prograden Übergang von einem Mg-reichen Kern zu einem Fe-reichen Rand auf, ein genereller Fe ↔ Mg Austausch ist deshalb anzunehmen. Bei den Feldspäten ist eine ähnliche Entwicklung erkennbar: die Kerne der zonierten Plagioklase sind annähernd reine Albite (Ab96-97), während die Ränder nach außen hin sukzessive anorthitreicher (Ab80-67) werden. Die auffälligsten Zonierungen im Granat werden von den Elementen Magnesium (Mg) und Mangan (Mn) dargestellt. Die Kornränder sind eindeutig an Mg, die Kerne an Mn angereichert. 

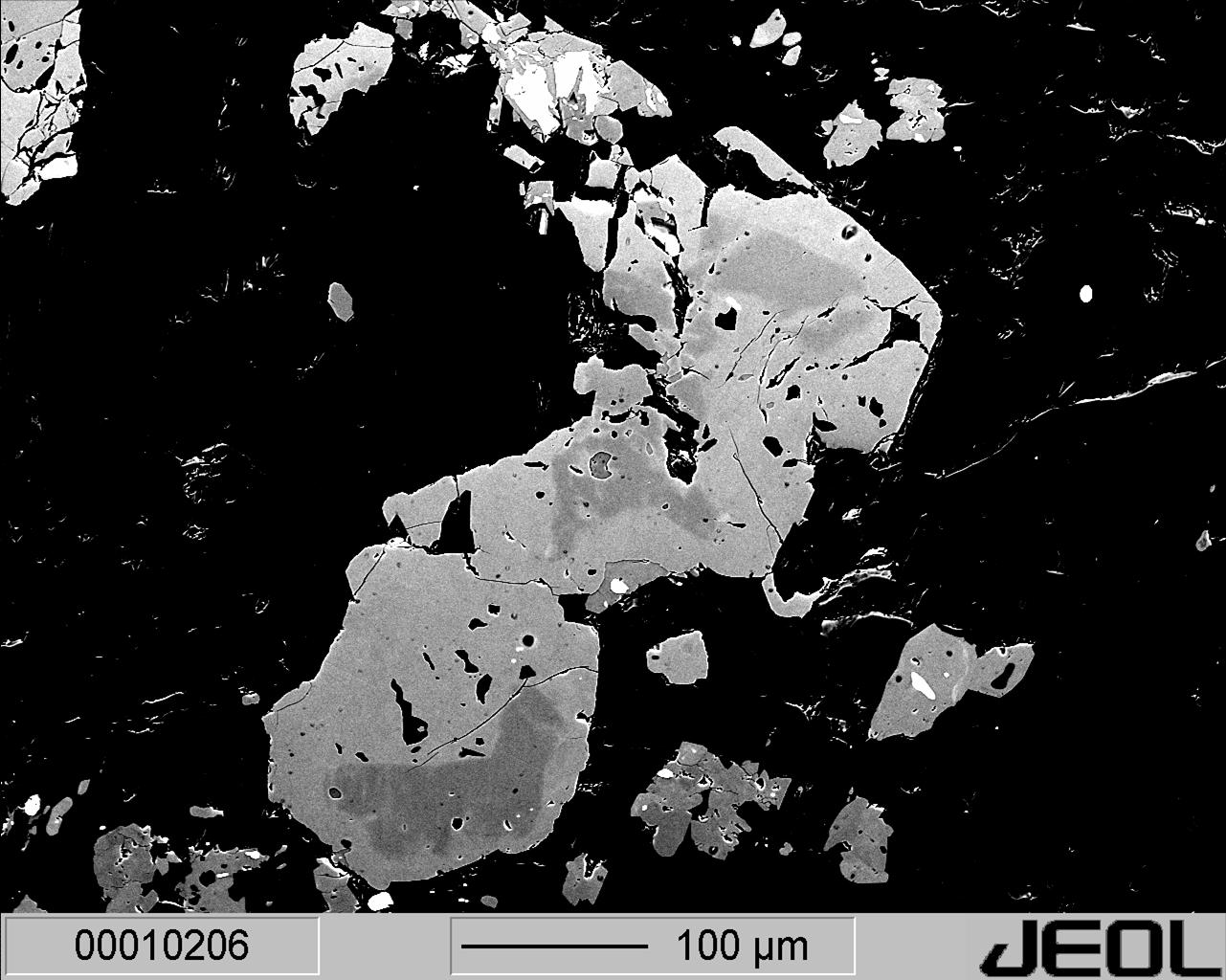
Zonierter Granat aus dem Ötztal-Stubai-Kristallin - Rasterelektronenmikroskop-Bild

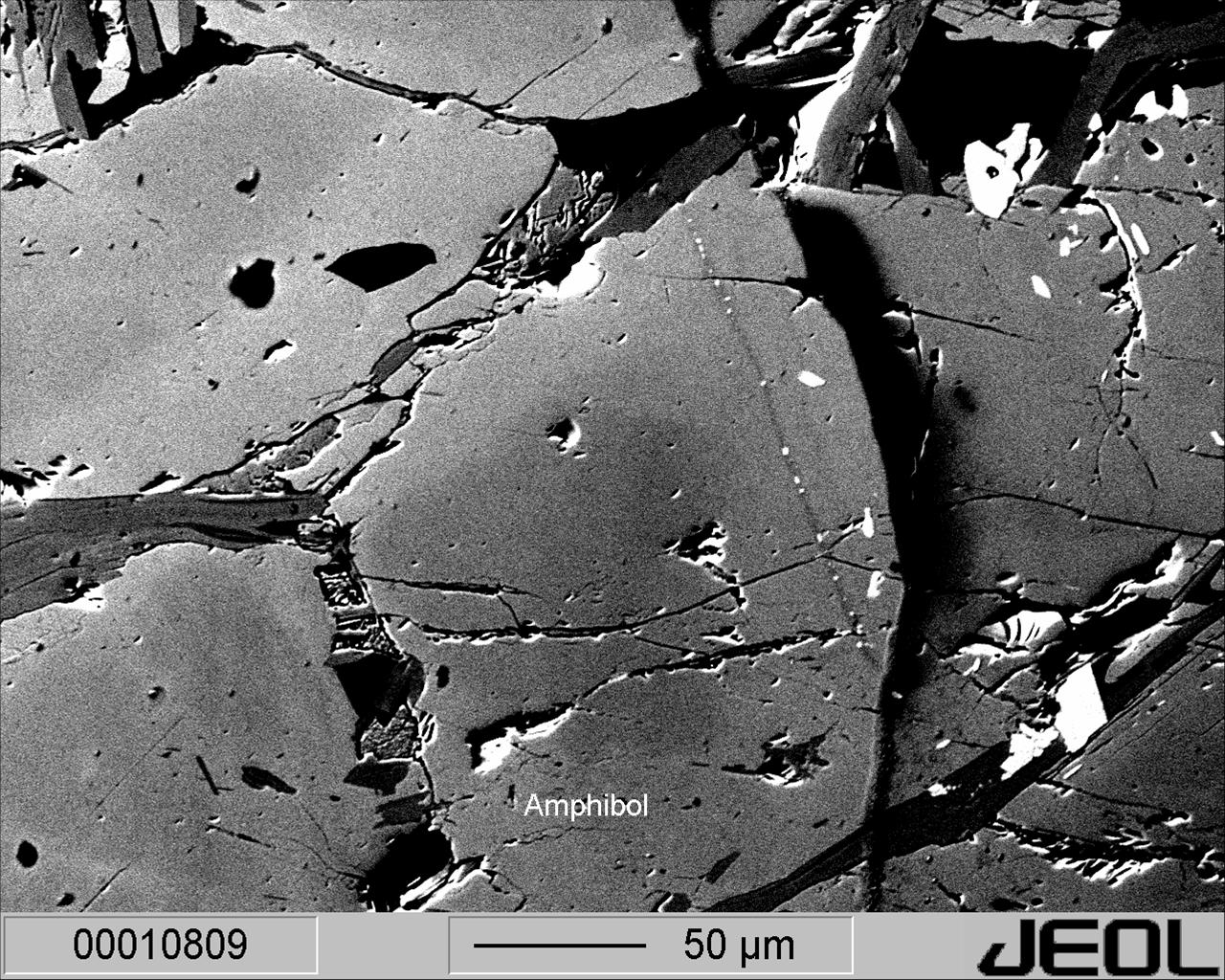
Zonierter Amphibol aus dem Ötztal-Stubai-Kristallin unter dem Rasterelektronenmikroskop

## Metamorphe Entwicklung
Die ältesten Gesteine des ÖK wurden durch Uran/Blei-Isotopenanalysen an Zirkonen in Paragneisen entdeckt. Diese ergaben ein beträchtliches Bildungsalter von > 1500 Ma (Grauert, 1969). Da das gesamte Gebiet mindestens drei Metamorphosen erlebte und somit polymetamorph überprägt worden ist, sind die Zirkone in den Metamorphiten nur mehr in detritischer Form vorhanden.
Im Ötztal-Stubai-Kristallin konnten drei verschiedene Metamorphe Phasen entdeckt werden:

### Prävariszische Metamorphose
Die prävariszische Metamorphose ist noch in den verschiedenen Migmatiten vorzutreffen (Winnebach-Migmatit, Verpeilmigmatit und das Nauderer Gaisloch). Sie bildeten sich in den Biotit-Plagioklas-Gneisen des mittleren ÖSK unter Amphibolit-Granulitfaziellen Bedingungen bei einer Temperatur zwischen 660 und 685 °C und einem Druck von über 4 kbar. Datierungen an Zirkonen aus dem Winnebachmigmatit ergeben ein Mindestalter der Anatexis von 490 Millionen Jahren (Klötzli-Chowanetz et al ., 2001). Thöni et al. (2008) bestimmte ein Alter von 430–450 Millionen Jahren für die Bildung der Migmatite anhand von Uran-Thorium-Blei-Monazitdatierungen.

### Variszische Metamorphose

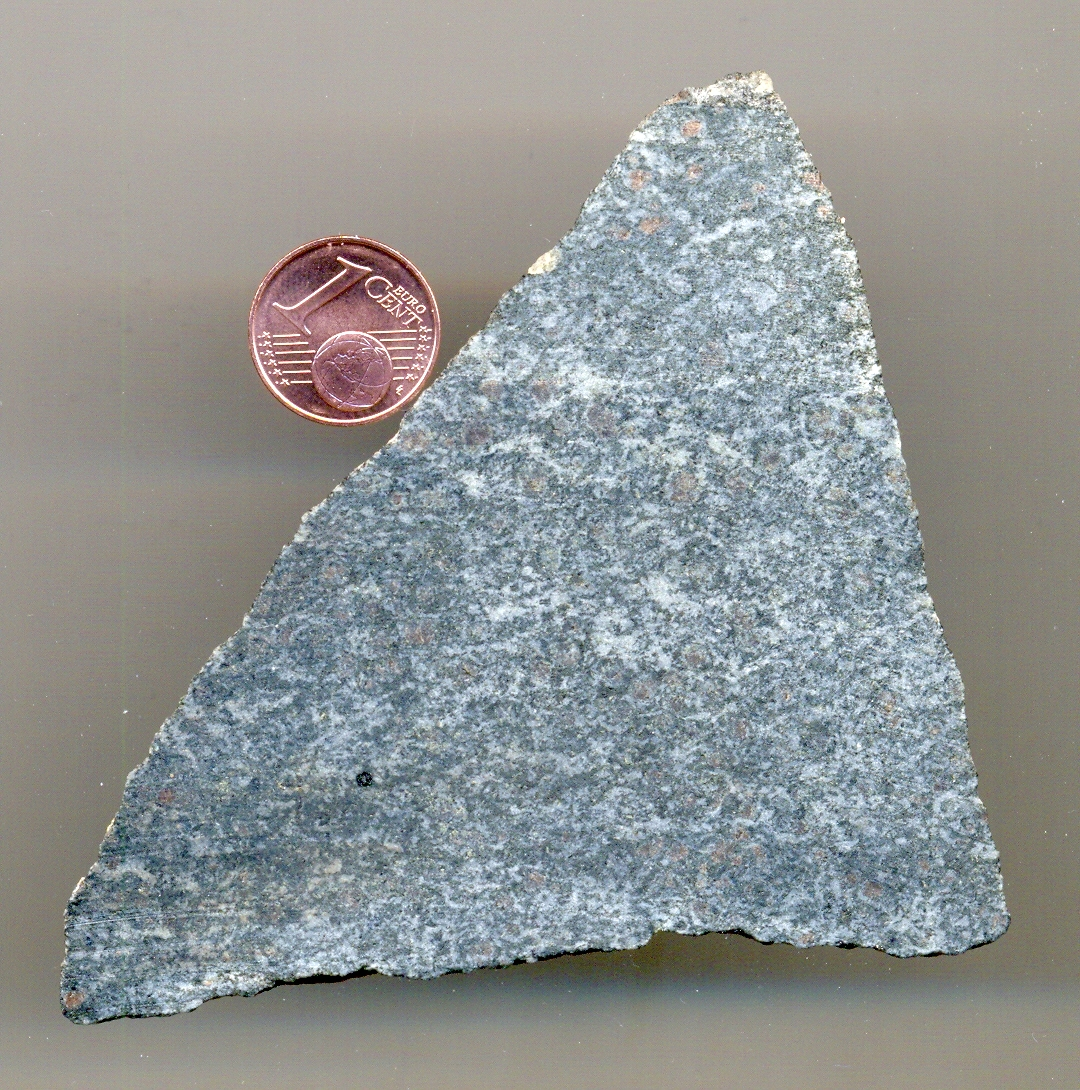
Granat-Amphibolit aus dem Ötztal-Stubai-Kristallin

Paragneis aus dem Ötztal-Stubai-Kristallin

Die Variszische Metamorphose erfolgte unter Eklogit- bis Amphibolitfaziellen Bedingungen:
- Eklogit-Fazies: Wurde in den Metabasiten und Ultrametabasiten des zentralen Teils des ÖSK entdeckt. Der Druck betrug etwa 27 kbar bei einer Temperatur von 730 °C. Das Alter beträgt 360-350 Millionen Jahre.

- Amphibolitfazies: Diese metamorphe Fazies ist in den weit verbreiteten Metapeliten (Alumosilikate +/- Staurolith) anzutreffen. Bestimmend ist die Verbreitung der Al2SiO5 Modifikationen: Sillimanit im mittleren Teil, Disthen (Kyanit) im nördlichen und südlichen Teil, Andalusit in einem kleinen Gebiet in der Sillimanit-Zone. Hier können aber auch alle drei Modifikationen vorkommen. Der Druck betrug 7 kbar bei einer Temperatur von 650 °C. Das Alter ist 343-331 Millionen Jahre (Thöni 1993).

### Alpidische Metamorphose
Dieses Metamorphoseereignis erfolgte unter Grünschieferfaziellen Bedingungen im Osten bis zu Epidot-/Amphibolit-/Eklogitfaziellen Bedingungen im Südwesten und führte zur Bildung von frühalpinen Vergesellschaftungen entlang von NE-SW geneigter Isograde.  Wo die Bedingungen dieser Metamorphosephase schwächer als die variszischen waren, kann man einen Zusammenbruch und Zerfall der Zweiten beobachten: z. B. Staurolith, Chloritoid; Staurolith, Paragonit + Chlorit. Die höchsten Druck-Temperatur-Bedingungen des Ereignisses zur Frühzeit der alpinen Gebirgsbildung wurden im Südwesten des ÖSK erreicht. Gesteine in diesem Gebiet haben Amphibolit- bis Eklogitfazielle Temperaturen und Drucke erfahren. Dies führte in den Metapeliten zur Bildung von Staurolith und Disthen. Die typische Vergesellschaftung ist also: Granat + Biotit + Muskovit + Plagioklas + Quarz sowie von mehr oder weniger Paragonit/Staurolith/Disthen. 
- Epidot-Amphibolitfazies: Diese metamorphe Fazies ist im Schneeberg-Komplex vorzufinden: Der Druck betrug fünf bis sechs Kilobar, die Temperatur etwa 600 °C. Dieser Komplex erstreckt sich auf einer Breite von etwa 5 Kilometern von Sterzing bis zur Texelgruppe.

- Eklogitfazies: Dieser Faziesbereich ist südlich des Schneeberg-Komplex anzutreffen: Der Druck bei der Metamorphose überstieg in diesem Bereich 11-12 kbar; die Temperatur bewegte sich zwischen 500 und 550 °C.

Die frühalpine Überprägung hat natürlich zu einer Verjüngung der variszischen mit Rubidium/Strontium- und Kalium/Argon-Isotopenanalysen gemessenen Alter geführt. Diese Verjüngung kann man im Gelände sehr gut nachvollziehen, im NW war die Überprägung nur schwach, die variszischen Alter blieben erhalten; steigende frühalpine Druck-Temperatur-Bedingungen werden mit sinkendem Alter der Gesteine gegen Südwesten angezeigt. Im Gebiet mit den höchsten Drucken und Temperaturen kam es dann sogar zu einem Zurückstellen der geologischen Uhr.

## Abkühlung und Freilegung des ÖSK
Die Abkühlung des ÖSK startete sofort nach dem Höhepunkt der frühalpidischen Metamorphose, also vor ca. 90–100 Millionen Jahren und endete nach ca. 30 Millionen Jahren bei Oberflächen-Temperaturen. Nach Elias (1998) erfolgte das Nachlassen der Temperatur nicht regelmäßig, sondern mit verschiedenen Höhepunkten und Zeiten fast keiner Abkühlung. Im östlichen Teil des ÖSK konnten Hinweise auf eine Freilegung des Gesteins durch Erosion (Kreide/Tertiär) ergründet werden (Fügenschuh, 2000). Die durchschnittliche Geschwindigkeit der Freilegung des Gesteins wurde mit einem Millimeter pro Jahr bestimmt.

## Geothermobarometrie
Die thermobarometrischen Berechnungen ergeben eine durchschnittliche Temperatur von 580 °C und einen Druck von 0.90 GPa für die Metabasite und 600 °C, und 1.10 GPa für die Metapelite. Die Thermometrie mittels Spurenelementen (Zr im Rutil) bestätigt die berechneten Temperaturen von ca. 550 °C.